# پوای
پوای ‎/pəwəiː/‎ محله برون شهری واقع در شمال شرق بمبئی در ماهاراشترای هند است.

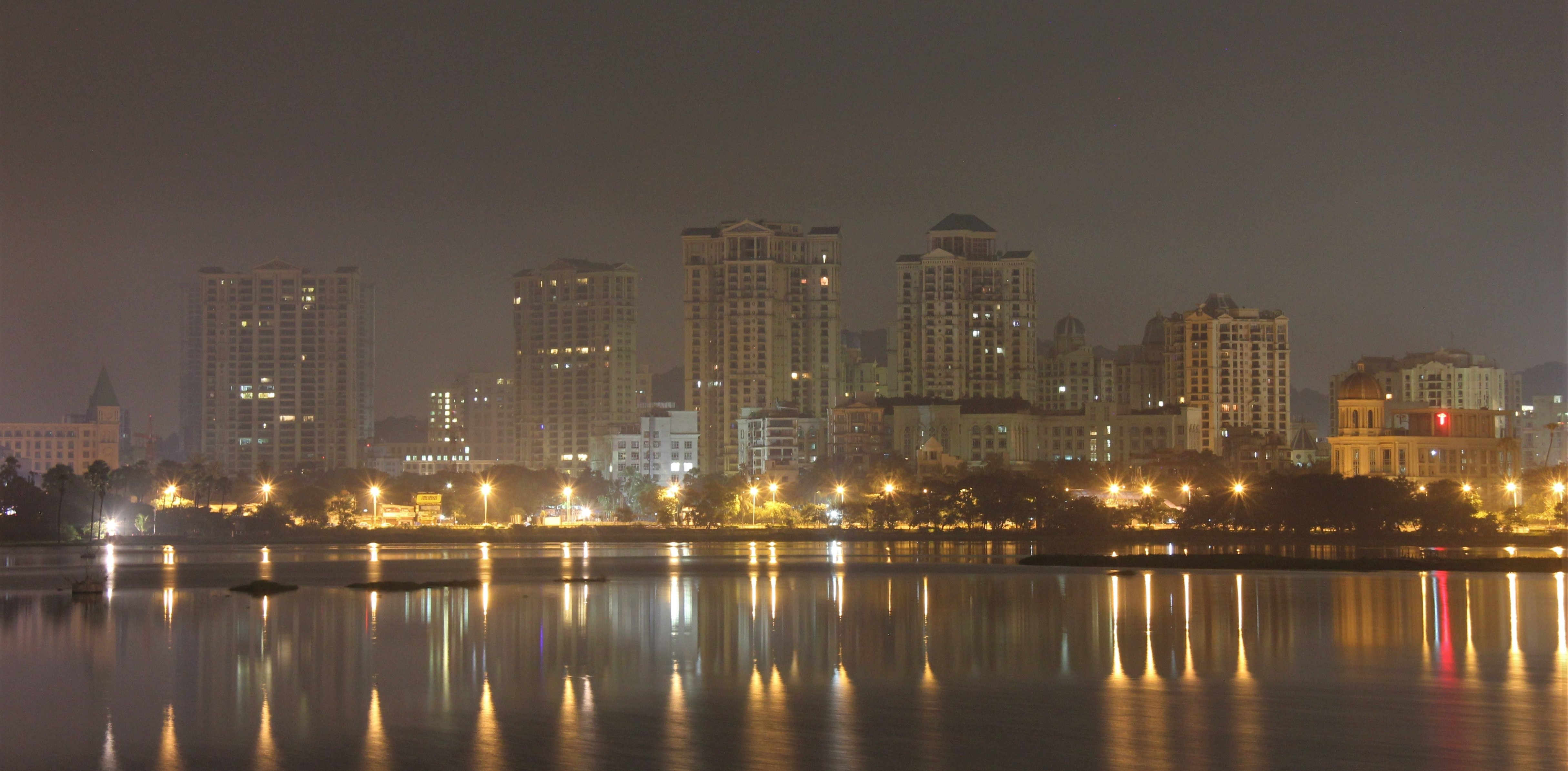
افق باغ هیراناندانی (دید از  دریاچه پوای).

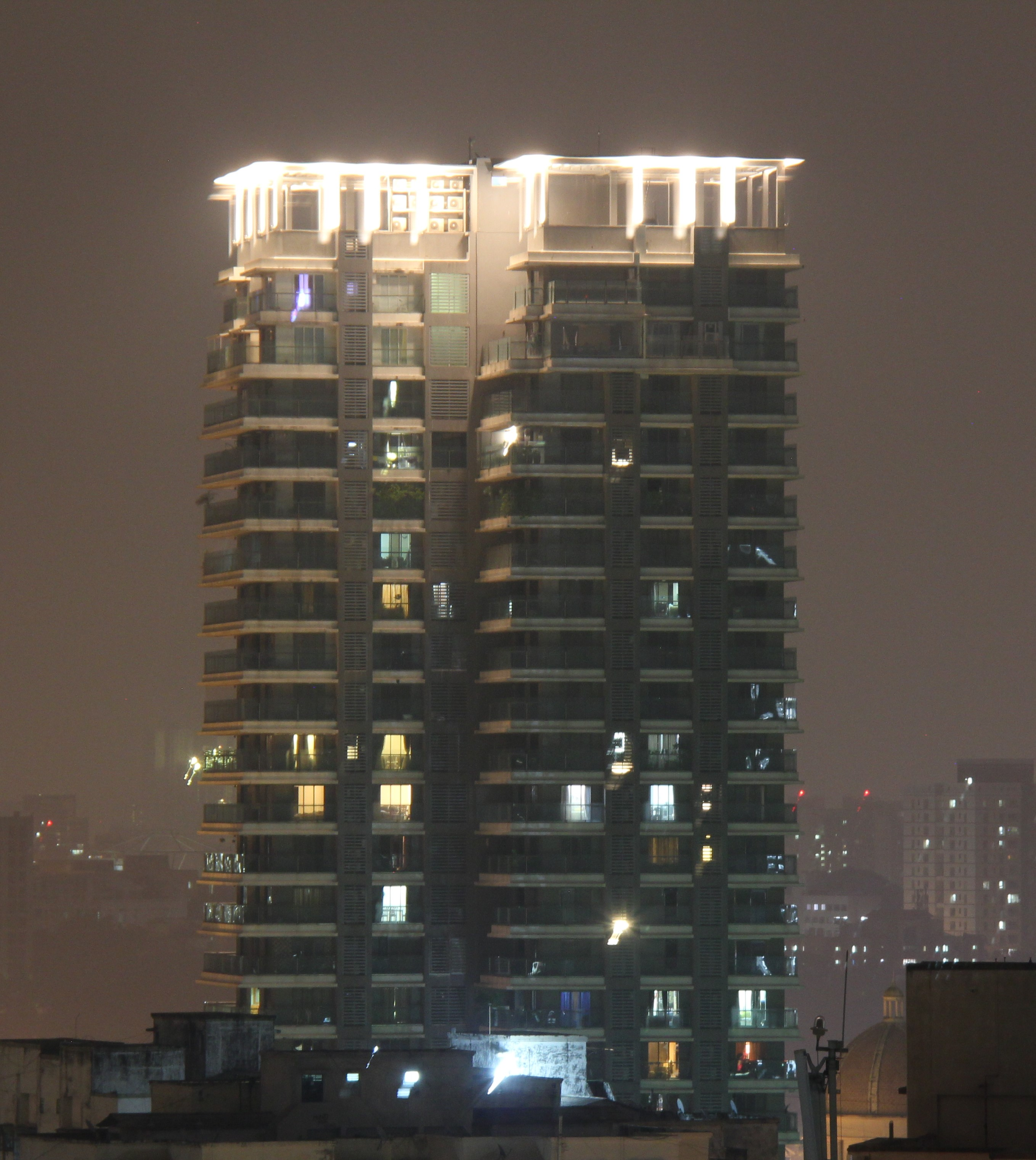
ساختمانی در مقابل دریاچه پوای.

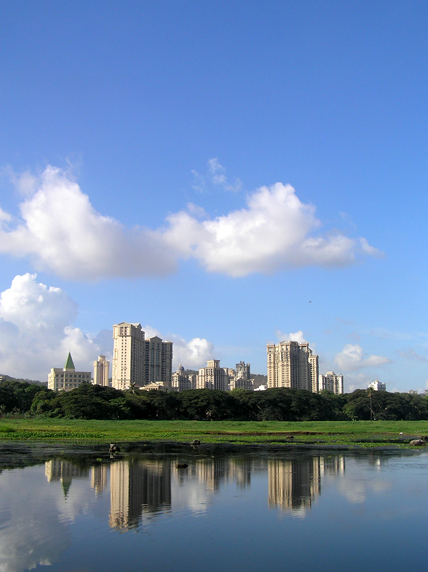
این دریاچه پوای یکی از سه دریاچه واقع در بمبئی.